# Санта-Круш (Алмодовар)
Санта-Круш (порт.  Santa Cruz) - фрегезия (район) в муниципалитете Алмодовар округа Бежа в Португалии. Территория – 123,82 км². Население – 898 жителей. Плотность населения – 7,3 чел/км².